# Пиетрару (Бузау)
Пиетрару (рум. Pietraru) насеље је у Румунији у округу Бузау у општини Козиени. Oпштина се налази на надморској висини од 401 m.

## Становништво
Према подацима из 2002. године у насељу је живело 102 становника, од којих су сви румунске националности.